# Confine tra Croazia e Slovenia

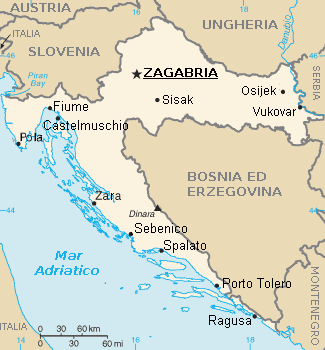
Mappa della Croazia con i suoi confini.

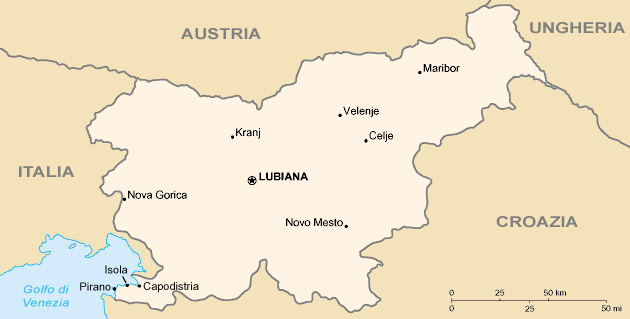
Mappa della Slovenia con i suoi confini.

Il Confine tra la Croazia e la Slovenia descrive la linea di demarcazione tra questi due Stati. Ha una lunghezza di 670 km.

## Caratteristiche
Il confine interessa la parte nord-occidentale della Croazia e la parte sud della Slovenia. Ha un andamento generale da ovest verso est.
Il confine inizia dal mare Adriatico in corrispondenza del Vallone di Pirano ed andando in modo alquanto irregolare verso est e salendo un po' verso nord arriva alla triplice frontiera tra Croazia, Slovenia ed Ungheria.
Il confine prossimo al mare Adriatico è oggetto di una controversia tra i due paesi.